# Шанбанг, Аруна
Аруна Шанбанг (англ. Aruna Shanbaug; 1 июня 1948 — 18 мая 2015) — индийская медсестра, оказавшаяся в центре внимания в связи с судебным процессом по вопросу эвтаназии. Провела 42 года в коме после изнасилования и удушения.

## Биография
Родилась в деревне Халдипур, округ Северная Каннада, штат Карнатака. Работала медсестрой в больницы короля Эдуарда в Мумбаи. В момент нападения она была помолвлена с доктором той же больницы.
27 ноября 1973 года во время работы в качестве младшей медсестры в больнице короля Эдуарда в Мумбаи, Аруна Шанбанг была анально изнасилована и задушена собачьей цепью работником больницы по имени Sohanlal Bhartha Walmiki. Она осталась жива, но впала в вегетативное состояние после нападения.
24 января 2011 года, после 37 лет нахождения Аруны в таком состоянии, Верховный суд Индии принял к рассмотрению запрос эвтаназии, поданный другом Аруны, журналистом Пинки Вирани. Были привлечены эксперты для рассмотрения такой возможности.
Суд отклонил ходатайство 7 марта 2011 года. Тем не менее, в своём эпохальном решении, суд разрешил пассивную эвтаназию в Индии.
Аруна Шанбанг умерла от пневмонии 18 мая 2015 после почти 42 лет непрерывного пребывания в вегетативном состоянии.